# Municipio de Highland (Illinois)
El municipio de Highland (en inglés: Highland Township) es un municipio ubicado en el condado de Grundy en el estado estadounidense de Illinois. En el año 2010 tenía una población de 288 habitantes y una densidad poblacional de 3,09 personas por km².

## Geografía
El municipio de Highland se encuentra ubicado en las coordenadas 41°8′41″N 88°32′18″O / 41.14472, -88.53833. Según la Oficina del Censo de los Estados Unidos, el municipio tiene una superficie total de 93.3 km², de la cual 93,21 km² corresponden a tierra firme y (0,1 %) 0,09 km² es agua.

## Demografía
Según el censo de 2010, había 288 personas residiendo en el municipio de Highland. La densidad de población era de 3,09 hab./km². De los 288 habitantes, el municipio de Highland estaba compuesto por el 98,61 % blancos, el 1,39 % eran de otras razas. Del total de la población el 3,13 % eran hispanos o latinos de cualquier raza.